# Ия (Греция)
И́я (греч. Οία) — малый город на острове Тира в архипелаге Киклады.
Ия — самый северный из городов на острове. В нём расположены Военно-морской музей (Ναυτικό Μουσείο) и крепость Айос-Николаос (Св. Николая) в области «Лодза» («Λότζα») — полуразрушенный замок и наблюдательный пункт, сохранившийся со времён венецианского владычества над городом.